# Forgó László (villamosmérnök)
Forgó László (Budapest, 1938. szeptember 9. –), állami díjas (1985) villamosmérnök, a Távközlési Kutató Intézet tudományos főosztályvezetője.

## Élete
A Budapesti Műszaki Egyetemen tanult, ott szerzett 1961-ben villamosmérnöki diplomát, majd 1975-ben egyetemi doktorátust.
1961-tól a Távközlési Kutató Intézetben dolgozott, tudományos beosztásokban. 1999-ben tudományos főosztályvezetőként vonult nyugdíjba. Továbbra is tevékeny maradt azonban. Szakterülete a rendszertechnika volt, hírközlési-távközlési szakértőként foglalkoztatták.
Vállalkozói szerződéses viszonyban állt a Motorola Magyarország Kft.-vel, ahol vezető tanácsadóként működött 2001-ig. A Nemzeti Média- és Hírközlési Hatóság Frekvencia- és Azonosítógazdálkodási Főosztályának szakértő tanácsadója volt.

## Testületi tevékenységei
Működött a Magyar Mérnöki Kamara Hírközlési és Informatikai tagozatában, a Minősítő Bizottság tagja volt. Tisztséget viselt a Magyar Szabványügyi Testület Nemzeti Hírközlési Bizottságában, mint a Távközlő Végberendezések munkabizottság elnöke.
Tagja a Hírközlési és Informatikai Tudományos Egyesületnek.

## Díjai, elismerései
1985-ben Állami Díjat kapott, megosztva („A híradástechnikai nagyberendezések, komplex rendszerek kidolgozásában, a termékszerkezet korszerűsítésében végzett kimagasló tudományos és irányító munkásságáért”).
A BME Szenátusa 2011-ben aranydiplomával ismerte el értékes mérnöki tevékenységét.